# Tvrdoća po Shoreu
Tvrdoća po Shoreu zasniva se na mjerenju elastičnog odskoka probojca (durometar) s čeličnim ili dijamantnim vrhom, određene mase, pada na ispitivani materijal s određene visine i mjeri se visina odskoka. Visina odskoka je proporcionalna tvrdoći materijala. Ovaj je postupak pogodan za mjerenje tvrdoće kod plastike (polimera i elastomera) i guma. Pri mjerenju tvrdoće po Shoreu postoji nekoliko varijanti mjerenja u dinamičkim i statičkim uvjetima. Skala tvrdoće je od 0 za materijale male tvrdoće, kada se probojac u cijelosti utisne u uzorak, do 100, kada je dubina utiskivanja 0 ili nema nikakvog utiskivanja. Ispitni uzorak treba biti deblji od 6 mm i promjera većeg od 30 mm.

## Vrste ispitivanja tvrdoće po Shoreu
Postoji 12 vrsta mjerenje tvrdoće po Shoreu (A, B, C, D, DO, E, M, O, OO, OOO, OOO-S, i R), ali dvije vrste su najčešće: Shore A i Shore D. Shore A se koristi za mjerenje tvrdoće kod mekih plastika i guma, dok Shore D se koristi kod tvrdih plastika i guma. Kod svih vrsta mjerenja skala tvrdoće je od 0 za materijale male tvrdoće, kada se probojac u cijelosti utisne u uzorak, do 100, kada je dubina utiskivanja 0 ili nema nikakvog utiskivanja.
| Postupak | Probojac | Primjenjana masa (kg) | Dobivena sila (N) |
| -------- | --- | --------------------- | ----------------- |
| Shore A  | Kaljena čelična šipka promjera od 1,1 mm do 1,4 mm, s krnjim stošcem vršnog kuta 35°, promjera 0,79 mm na vrhu | 0,822                 | 8,064             |
| Shore D  | Kaljena čelična šipka promjera od 1,1 mm do 1,4 mm, sa stošcem vršnog kuta 30°, 0,1 mm polumjer na vrhu        | 4,550                 | 44,64             |

Usporedba svih vrsta mjerenja tvrdoće po Shoreu (standard ASTM D2240):
| Postupak    | Probojac                 | Promjer (mm) | Produljenja (mm) | Opružna sila (N) |
| ----------- | ------------------------ | ------------ | ---------------- | ---------------- |
| Shore A     | 35° krnji stožac         | 1,40         | 2,54             | 8,06             |
| Shore C     | 35° krnji stožac         | 1,40         | 2,54             | 44,48            |
| Shore D     | 30° stožac               | 1,40         | 2,54             | 44,48            |
| Shore B     | 30° stožac               | 1,40         | 2,54             | 8,06             |
| Shore M     | 30° stožac               | 0,79         | 1,25             | 0,76             |
| Shore E     | 2,5 mm promjer kuglice   | 4,50         | 2,54             | 8,06             |
| Shore O     | 1,2 mm promjer kuglice   | 2,40         | 2,54             | 8,06             |
| Shore OO    | 1,2 mm promjer kuglice   | 2,40         | 2,54             | 1,11             |
| Shore DO    | 1,2 mm promjer kuglice   | 2,40         | 2,54             | 44,48            |
| Shore OOO   | 0,635 mm promjer kuglice | 10,7 - 11,6  | 2,54             | 1,11             |
| Shore OOO-S | 10,7 mm polumjer diska   | 12,0         | 5,0              | 1,93             |

## Uobičajene vrijednosti
| Materijal                            | Vrijednost | Shore |
| ------------------------------------ | ---------- | ----- |
| Sjedalo bicikla                      | 15-30      | OO    |
| Žvakaća guma                         | 20         | OO    |
| Prigušivač vibracija (Sorbothane)    | 40         | OO    |
| Prigušivač vibracija (Sorbothane)    | 30-70      | A     |
| Elastične gumice za spajanje         | 25         | A     |
| Brtva na vratima                     | 55         | A     |
| Žljebovi na automobilskim gumama     | 70         | A     |
| Meki kotači na dasci za koturanje    | 78         | A     |
| O-prsten za hidrauliku               | 70-90      | A     |
| Tvrdi kotači na dasci za koturanje   | 98         | A     |
| Ebonitna guma                        | 100        | A     |
| Krute kamionske gume                 | 50         | D     |
| Zaštitnik glave na gradilištu (HDPE) | 75         | D     |